# Frank Macfarlane Burnet
Sir Frank Macfarlane Burnet (3 tháng 9 năm 1899 - 31 tháng 8 năm 1985), thường được biết đến với cái tên Macfarlane hoặc Mac Burnet, là một nhà virus học người Úc nổi tiếng với những đóng góp về miễn dịch học. Ông đã giành được giải Nobel năm 1960 cho dự đoán khả năng miễn dịch đạt được và được biết đến nhiều nhất vì đã phát triển lý thuyết phát triển lý thuyết chọn lọc vô tính.
Burnet nhận bằng bác sĩ y khoa tại Đại học Melbourne năm 1924, và tiến sĩ tại Đại học London năm 1928. Ông đã tiến hành nghiên cứu tiên phong về vi sinh học và miễn dịch học tại Viện Nghiên cứu Y khoa Walter và Eliza Hall, Melbourne và làm giám đốc của Viện từ năm 1944 đến năm 1965. Từ năm 1965 cho đến khi nghỉ hưu năm 1978, ông Burnet làm việc tại Đại học Melbourne. Trong suốt sự nghiệp của mình, ông đã đóng một vai trò tích cực trong việc phát triển chính sách công cho các khoa học y khoa ở Úc và là thành viên sáng lập của Viện hàn lâm Khoa học Úc (AAS) và từng là chủ tịch của tổ chức từ năm 1965 đến năm 1969.
Những thành tựu lớn của Burnet về vi sinh học bao gồm việc khám phá ra các tác nhân gây bệnh sốt Q-và Psittacosis; phát triển các xét nghiệm để phân lập, nuôi cấy và phát hiện virut cúm; mô tả việc tái tổ hợp các chủng cúm; chứng minh rằng virut myxomatosis không gây bệnh ở người. Các phương pháp hiện đại để sản xuất vắc xin cúm vẫn dựa trên công trình của Burnet nhằm cải tiến quy trình phát triển virut trong trứng.
Burnet là nhà khoa học được tôn trọng nhất đã từng làm việc tại Úc. Với những đóng góp của mình cho khoa học Úc, ông là người đầu tiên nhận danh hiệu Người Úc của năm vào năm 1960. Ông được công nhận trên trường quốc tế vì những thành tựu của ông: ngoài giải thưởng Nobel, ông đã nhận được giải thưởng Lasker và Huy chương Hoàng gia và Copley của Hội Hoàng gia, các bằng tiến sĩ danh dự, và các bằng tôn vinh của khối Thịnh vượng chung Anh và Nhật Bản.
Sau một loạt các vấn đề về sức khoẻ ngày càng tăng trong những năm cuối đời, Burnet qua đời vì ung thư.

## Thời thơ ấu
Ông sinh ra ở Traralgon, Victoria; cha ông là Frank Burnet, người Scotland di cư đến Úc, là người quản lý của chi nhánh Traralgon của Ngân hàng Thuộc địa. Mẹ ông là Hadassah Burnet, là con gái của một người nhập cư Scotland ở tầng lớp trung lưu và gặp cha của ông khi Frank đang làm việc tại thị trấn Koroit. Họ cưới nhau vào năm 1893. Frank Macfarlane Burnet là con thứ hai trong số bảy người con và từ thời thơ ấu được biết đến với cái tên "Mac". Ông có một chị gái, hai em gái và ba em trai. Người con gái cả Doris bị bệnh về tâm thần đã tiêu tốn hầu hết thời gian Hadassah và gia đình nhìn thấy tình trạng của Doris như một sự mặc cảm, làm nản lòng những đứa trẻ khác mời bạn bè về nhà, để họ không gặp được con gái cả. Từ những năm đầu ở Traralgon, Mac đã rất thích khám phá môi trường xung quanh mình, đặc biệt là Traralgon Creek. Lần đầu tiên ông theo học một trường tư thục của một giáo viên trước khi bắt đầu học tại trường tiểu học của chính phủ khi tuổi 7. Mac xa gia đình từ khi còn nhỏ.
Burnets chuyển đến Terang vào năm 1909. Burnet quan tâm đến động vật hoang dã xung quanh hồ gần đó; ông gia nhập phong trào hướng đạo ở Úc vào năm 1910 và thích tất cả các hoạt động ngoài trời. Trong khi sống ở Terang, ông bắt đầu thu thập bọ cánh cứng và nghiên cứu sinh học. Ông đọc các bài báo sinh học trong cuốn Encyclopaedia của Chambers, giới thiệu về tác phẩm của Charles Darwin. Trong suốt những năm đầu thiếu niên, gia đình đã nghỉ lễ hàng năm tại Port Fairy, nơi Burnet dành thời gian để quan sát và ghi lại hành vi của động vật hoang dã. Ông được đào tạo tại trường tiểu học Terang và học trường chủ nhật tại nhà thờ địa phương, nơi linh mục khuyến khích ông nghiên cứu học thuật và trao cho ông một quyển sách về kiến là một phần thưởng cho thành tích học tập của ông. Linh mục khuyên ông nên chú tâm vào việc học và ông đã giành được học bổng toàn phần để vào học tại Cao đẳng Geelong, một trong những trường tư thục độc nhất của tiểu bang Victoria. Ông tốt nghiệp năm 1916.